# Померање голова
Померање голова је логичка грешка која настаје када се константно захтева да противник наведе још података и контрааргумената, премда је набројао довољно потпуно адекватних и валидних података или контрааргумената који дефинитивно оповргавају изнети аргумент. Најчешће се изнети контрааргументи игноришу као неважни или погрешни и захтевају се нови, обично јачи контрааргументи. Тако се ствара погрешан утисак да је аргумент исправно тестиран и анализиран, а заправо је то само непоштени покушај да се дође до погрешног закључка.
Померање голова обично намерно изводи страна која губи у расправи у очајничком покушају да се спасе образ. Ако су голови померани довољно далеко, онда се противник потенцијално доводи у ситуацију да више никако не може оповргнути изнети аргумент. Често се може наћи у дебати са креационистима.
Назив грешке је изведен из спортова са головима попут фудбала. Алудира се на непоштену ситуацију, као када би се током игре непрестано померали голови и због тога је немогуће за противнички тим да постигне гол. Голови се намерно померају након што је гол заиста постигнут, тако да изгледа да поготка није било.

## Примери
- Стеван: Дарвинизам је бесмислена неистина, јер нико никада није доказао да се животиње мењају. Марија: Ево погледај фосил прелазне врсте између диносауруса и данашњих птица. Стеван: Ах, али то је само једна изумрла врста, нема доказа да су савремене птице потомци тог фосила, не постоји прелазна врста између тог фосила и данашњих птица. Марија: Ево погледај на овај фосил који је прелазна врста између тог фосила и данашњих птица. Стеван: Ах, али то је само још једна изумрла врста, нема доказа да су данашње птице потомци тог фосила, не постоји прелазна врста између њега и данашњих птица.

И тако унедоглед.